# Alex Santana (político)
Alex Marco Santana Sousa (Salvador, 22 de junho de 1972) é um corretor de imóveis e político brasileiro, filiado ao Republicanos.
Em 2018, foi eleito deputado federal pela Bahia pelo Partido Democrático Trabalhista (PDT), obteve 62.922 votos totalizados (0,92% dos votos válidos).
Filiou-se ao Partido Republicanos em março de 2022 para disputar às eleições e foi reeleito para o segundo mandato com expressivos 106.940 votos.